# تينموث (فيرمونت)
تينموث (بالإنجليزية: Tinmouth, Vermont)‏ هي بلدة تقع بولاية فيرمونت في الولايات المتحدة. تبلغ مساحتها 73.6 (كم²)، وترتفع عن سطح البحر 418 م، بلغ عدد سكانها 613 نسمة في عام 2010 حسب إحصاء مكتب تعداد الولايات المتحدة .

## أعلام
- ناثانيل شيبمان
- ستيفن رويس

## وصلات خارجية
- The US50 - Cities and Towns in Vermont State
- Vermont Cities and Towns, Facts, Map, Flag, Colleges, Government, and More